# غالس
غالس (بالألمانية: Gals) هي إحدى بلديات مقاطعة سيلاند في كانتون برن في سويسرا. تبلغ مساحتها 7.83 كيلومتر مربع، ويقدر عدد سكانها بـ 780 نسمة (حسب تعداد ديسمبر 2015).